# Aedes ratcliffei
Aedes ratcliffei är en tvåvingeart som beskrevs av E. Sydney Marks 1959. Aedes ratcliffei ingår i släktet Aedes och familjen stickmyggor.
Artens utbredningsområde är Western Australia. Inga underarter finns listade i Catalogue of Life.